# Adolf Grohmann
Adolf Grohmann (1. března 1887, Štýrský Hradec, Rakousko-Uhersko – 21. září 1977 Innsbruck, Rakousko) byl významný rakouský arabista, paleograf, epigrafik, semita, koptolog, papyrolog a pedagog.

## Biografie
Narodil se do rodiny obchodníka, maturitu skládal v Praze, poté studoval ve Vídni semitskou filologii, egyptologii, orientalistiku, orientální archeologii a kulturní dějiny Blízkého východu. V rámci studia chodil na přednášky starověkých jihoarabských jazyků – v podstatě zaniklých z oblasti dnešního Jemenu – a arabské papyrologie u D. H. Mullera a u Josepha Karabacka, jehož otec pocházel z Jihlavy. Studia zakončil doktorátem v roce 1911.

### Kariéra
Poté se dostal do archeologického týmu, který dělal výzkum v palestinské Balatě u Nábulu. Roku 1916 udělal habilitaci v oboru jazyk a starověké dějiny Blízkého východu. Následně pracoval v Rakouské národní knihovně ve Vídni v oddělení spravujícím tzv.Kolekci papyrů arcivévody Rainer Ferdinand Habsbursko-Lotrinský (Papyruskollektion Erzherzog Rainer), která je od roku 2001 součástí programu UNESCO nazvaného Paměť světa.
V bouřlivé době ve Vídni po rozpadu Rakouska-Uherska přišel o místo, a tak se přestěhoval do Litoměřic, neboť dostal pozvání od Aloise Musila a Bedřicha Hrozného učit na Německé univerzitě v Praze semitské jazyky a dějiny Blízkého východu. Byl zaměstnancem Československého státu. Jeho protějškem na Karlově univerzitě byl právě Bedřich Hrozný. Stal se zde nejprve mimořádným a poté řádným profesorem. Pomáhal zakládat Československý orientální ústav, který byl od založení v roce 1922 podporován prezidentem Tomášem Garrigue Masarykem, byl mezi prvními 34 členy bylo jmenovanými prezidentem v roce 1927, roku 1929 je vydáno první číslo časopisu Archivu orientálního, na jehož vydávání se Grohmann podílel. Také dostával od Československé vlády granty, aby mohl jezdit bádat do Vídně, kde udržoval kontakty se svým domovským ústavem. V roce 1930 se stal děkanem Filozofické fakulty na Německé univerzitě v Praze. Mezi lety 1930–1938 každoročně odjížděl do Káhiry přednášet na univerzitě a také bádat. Byl pověřen vydáváním egyptských papyrů z Kolekce papyrů arcivévody Rainera Ferdinanda.

##### Mnichov a válečné období
Adolf Grohmann se přizpůsoboval době, což se prokázalo v lednu roku 1939, kdy vstoupil do NSDAP. Byl přijat zpětně k prosinci 1938, jeho číslo bylo 6 652 055. Stále působil i v orientálním ústavu, který vedl v letech 1938–1943 Bedřich Hrozný. Po zavření českých vysokých škol v roce 1939 byla většina členů bez práce na univerzitě a ústav byla jediná možnost působení a obživy. Díky tomu, že ústav nebyl součástí univerzity, nebyl uzavřen. Omezení se ale týkala většiny práce, povoleno bylo navýšení množství večerních jazykových kurzů dostupných i bývalým univerzitním studentům, kteří měli velmi omezené jiné možnosti studia. Grohmann byl v té době zvolen řádným členem Německá akademie věd v Praze, působil i v řadě německých spolků. V letech 1940–1945 stále přednášel na Německé univerzitě semitskou filologii. Německy psané zdroje mu kladou za vinu, že nezachránil na písemnou žádost kolegů z Hamburku z října 1942 jejich bývalou doktorandku, židovskou arabistku Kleinovou, která byla po neúspěšném pokusu o útek do Indie deportována z Hamburku přímo do Osvětimi v červnu 1942. Ta však byla v době napsání a poslání žádosti již několik měsíců po smrti. Kleinové matka a babička byly deportované do Terezína, její babička tam zemřela v roce 1943, matka byla pohřešovaná. Vše se událo v období heydrichiády, což německé zdroje nereflektují. Grohmann byl rovněž pověřen převzetím publikací z knihovny pražské židovské obce pro potřeby univerzity. Jeho úkolem bylo také prozkoumání a případné převzetí pro studijní účely 4 000 svazkové židovské knihovny v Moravské Ostravě v době, kdy byly tyto knihovny různými způsoby devastovány. Orientální ústav převzala v roce 1943 Říšská nadace Reinharda Heydricha pro vědecký výzkum a jmenovala Grohmanna do čela Orientálního ústavu. V následujícím roce musel organizovat přestěhování Orientálního ústavu z Lobkovického paláce, do mnohem méně vyhovujících prostor v dnešní Budečské ulici, Praha 2. Adolf Grohmann si před koncem války naplánoval útěk – odstěhoval se do Rakouska, aby zachránil i svou soukromou knihovnu. V práci si na to období vzal badatelské volno.

##### Po válce
V letech 1949–1956 vyučoval jako honorární profesor v Innsbrucku, ve stejném období učil muslimské dějiny a archeologii na Káhirské univerzitě. Také došlo k jeho jmenování korespondenčním členem Rakouské akademie věd a také se stal členem Egyptského institutu v Káhiře.
V období komunistické totality, kdy téměř nebyla možnost vycestovat, se s ním podařilo sejít přednímu českému arabistovi Rudolfu Veselému při jeho cestě z Egypta do Československa.
Mezi jeho významná díla patřila především učebnice arabské paleografie.